# Culavamsa
Cūlavaṃsa („mała kronika”) – kronika historyczna Sri Lanki, stanowiąca kontynuację wcześniejszej Mahāvaṃsy. Spisana została w języku palijskim. Obejmuje dzieje wyspy od około IV do XVI wieku. Część opisująca historię do końca XII wieku powstała prawdopodobnie w XIII wieku i przypisywana jest mnichowi Dhammakitti. Późniejsze fragmenty, o nieustalonym autorstwie, uchodzą za słabsze pod względem stylu i wiarygodności faktograficznej .